# 1042년

## 연호
- 북송(北宋) 경력(慶曆) 2년
- 요(遼) 중희(重熙) 11년
- 일본(日本) 조큐(長久) 3년
- 서하(西夏) 천수예법연조(天授禮法延祚) 5년
- 리 왕조(李朝) 깐푸흐우다오(建符有道) 4년 / 민다오(明道) 원년

## 기년
- 고려(高麗) 정종(靖宗) 8년
- 북송(北宋) 인종(仁宗) 20년
- 요(遼) 흥종(興宗) 12년
- 서하(西夏) 경종(景宗) 11년
- 리 왕조(李朝) 태종(太宗) 15년

## 사망
- 고려의 문신 황보유의